# 逆井山村
逆井山村（さかさいやまむら）は茨城県猿島郡にかつて存在した村である。現在の茨城県坂東市の北部に位置する。

## 歴史
- 1889年（明治22年）4月1日 - 町村制施行に伴い、逆井村・山村が合併し猿島郡逆井山村が発足。
- 1955年（昭和30年）2月1日 - 生子菅村と合併して富里村が発足。同日逆井山村廃止。